# Arnstein Raunehaug
Arnstein Raunehaug (* 17. Dezember 1960 in Bergen (Norwegen)) ist ein ehemaliger norwegischer Radrennfahrer und nationaler Meister im Radsport.

## Sportliche Laufbahn
Raunehaug war Teilnehmer der Olympischen Sommerspiele 1984 in Los Angeles. Im Mannschaftszeitfahren belegte der norwegische Vierer mit Dag Hopen, Hans Petter Ødegård, Arnstein Raunehaug und Morten Sæther den 10. Platz.
1984 wurde er nationaler Meister im Einzelzeitfahren. Im Mannschaftszeitfahren holte er gemeinsam mit Arnstein Hope, Tore Mathisen und Torjus Larsen 1985 den Titel. In der Internationalen Friedensfahrt startete er 1985 und wurde 66. der Gesamtwertung. 1987 gewann er das Rennen Roserittet.